# Augangela
Augangela là một chi bướm đêm thuộc họ Sesiidae.

## Các loài
- Augangela xanthomias  Meyrick, 1932